# 1356年巴塞爾地震
1356年巴塞爾地震（德語：Basler Erdbeben 1356）是中歐歷史上規模最大的地震，發生在1356年10月18日，震央位於瑞士城市巴塞爾附近。

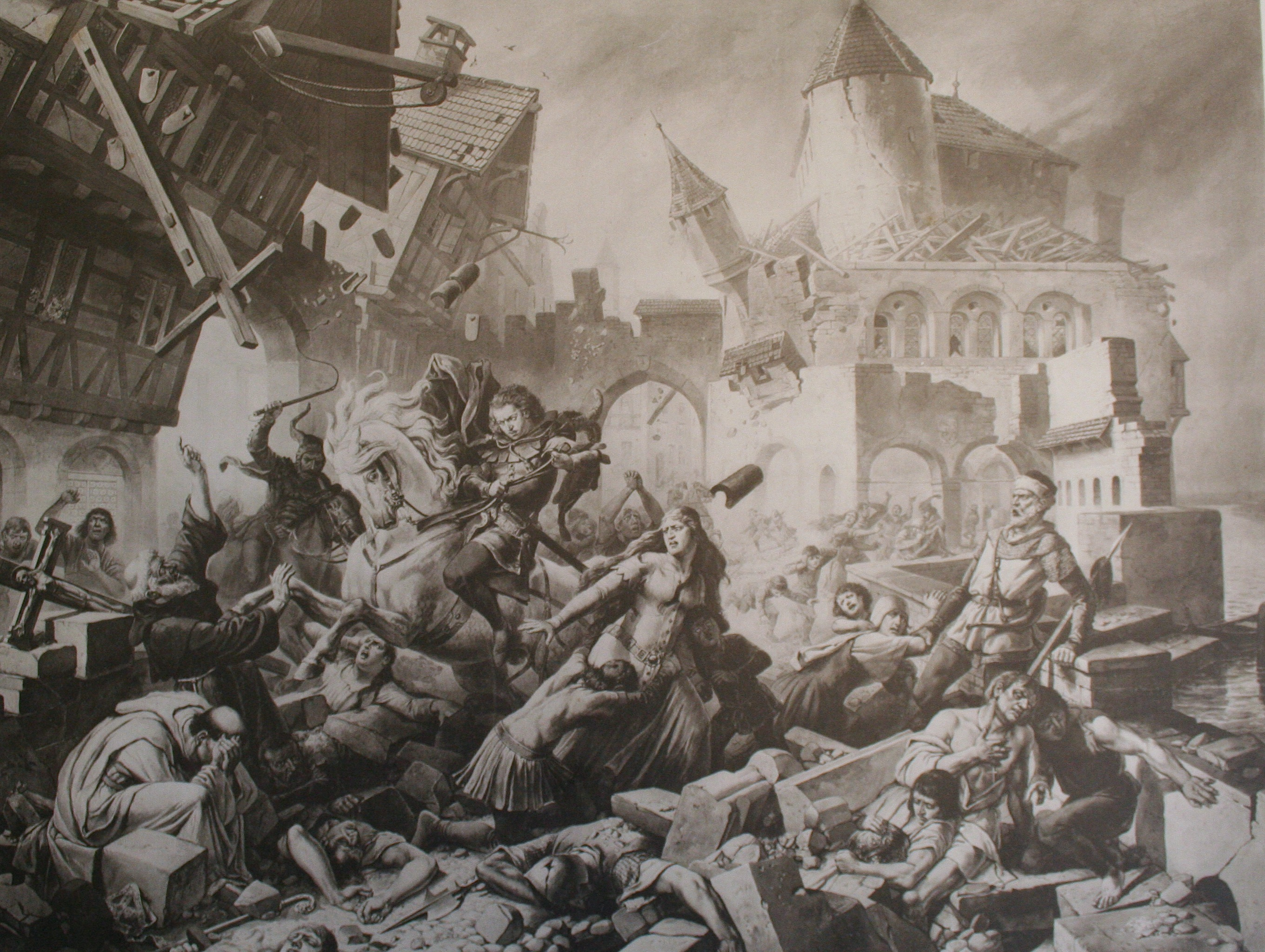
巴塞爾地震，Karl Jauslin所繪

對於這場地震的規模估計自6.0到7.1不一。地震造成巴塞爾大規模的破壞，且從巴黎到布拉格皆能感受到搖晃。